# Säbelantilope (Altes Ägypten)
Die Säbelantilope (Ma-hedj) zählte im Alten Ägypten zum Wüstenwild und galt wegen der weißen Farbe als „göttliches Tier“. Die bestbezeugten älteren Darstellungsformen befanden sich in der „Weltkammer des Sonnenheiligtums“ von Niuserre (2455 bis 2420 v. Chr.).
Die Säbelantilope stellt das Gauzeichen des Antilopengaues dar.

## Hintergrund
Die Grundlage der Beobachtungsdatierung bildete der altägyptische Mondkalender, der gegenüber dem altägyptischen Verwaltungskalender den Vorteil hatte, dass die Jahreszeiten nicht durch das altägyptische Kalenderjahr wanderten.
Als reines Wüstentier lebte die Säbelantilope einst von Mauretanien bis Ägypten in großen Herden, die bis zu tausend Tiere umfassen konnten. Innerhalb der Sahara wanderten sie weit umher und konnten mehrere Monate ohne Wasser überleben.

### Mythologische Verbindungen
Die Beischrift der „Weltkammer“ nennt neben der Säbelantilope weitere Wüstentiere, die jedoch alle als Gemeinsamkeit die „Göttlichkeit“ aufweisen und daher „keines Hirten bedürfen“, sondern die „Bestimmer des Schicksals“ sind.
Der erklärende Text in der Beischrift verdeutlicht diesen Aspekt: „Die Wüste nimmt die Jungtiere von jeglich gebärenden Wildtier an sich“.

### Brunft und Geburt
In der „Weltkammer“ werden die Zeitpunkte der Brunft (benut) und des Werfens (mesut) jeweils der altägyptischen Jahreszeit Schemu zugeordnet. Aufgrund zunächst fehlender Informationen über die Trächtigkeitsdauer der Säbelantilope vermuteten die Ägyptologen daher einen Fehler des Schreibers. Zwischenzeitlich konnte die Forschung für die Monate Schef-bedet bis Chenti-chet (November bis April) eine starke Abnahme der Brunftversuche beobachten, die jedoch im Folgemonat Ipet-hemet (Mai) verstärkt wieder auftraten.
Nach einer durchschnittlichen Tragzeit von 270 Tagen warf die Säbelantilope aus der Mai-Begattung im Monat Renutet (Februar) ein einzelnes Junges. Da die Monate Ipet-hemet sowie Renutet in der altägyptischen Jahreszeit Schemu lagen, bestätigten sich die Datierungsangaben in den Inschriften der „Weltkammer“.

### Arabische Antilope
Die arabische Antilope lebte einst in den Wüsten und Halbwüsten Westasiens. Wegen ihrer ebenfalls weißen Farbe betitelten die Ägypter sie fast gleichlautend mit Ma-hedj. Das Verbreitungsgebiet der arabischen Antilope war vornehmlich auf die Regionen Sinai, Retjenu und Mesopotamien beschränkt. Gelegentliche Überschneidungen mit der Säbelantilope fanden nur im Bereich des Nildeltas und der nördlichen arabischen Wüste statt.